# Pierścień lokalny
Pierścień lokalny – pierścień przemienny, który ma dokładnie jeden ideał maksymalny. Niektórzy autorzy pierścień przemienny o jedynym ideale maksymalnym nazywają quasi-lokalnym, rezerwując termin pierścień lokalny dla pierścieni quasi-lokalnych i noetherowskich.

## Własności
- Pierścień przemienny jest pierścieniem lokalnym wtedy i tylko wtedy, gdy suma jego każdych dwóch elementów nieodwracalnych jest elementem nieodwracalnym[4].
- Pierścień {\displaystyle R} jest lokalny i {\displaystyle {\mathfrak {m}}} jest jedynym ideałem maksymalnym pierścienia {\displaystyle R} wtedy i tylko wtedy, gdy każdy element zbioru {\displaystyle R\setminus {\mathfrak {m}}} jest odwracalny[5].
- Jeżeli {\displaystyle R} jest pierścieniem lokalnym i noetherowskim o ideale maksymalnym {\displaystyle {\mathfrak {m}},} to

{\displaystyle \bigcap _{n=0}^{\infty }{\mathfrak {m}}^{n}=\{0\}.}
Jest to szczególny przypadek twierdzenia Krulla o przekroju. Założenia, że {\displaystyle R} jest pierścieniem noetherowskim nie można pominąć.

## Przykłady
- Każde ciało jest pierścieniem lokalnym (jego jedynym ideałem maksymalnym jest {\displaystyle \{0\}}).
- Pierścień szeregów formalnych o skończonej liczbie zmiennych i o współczynnikach z ciała jest pierścieniem lokalnym.
- Pierścień lokalny kiełków rzeczywistych funkcji ciągłych. Niech {\displaystyle X} będzie przestrzenią topologiczną oraz {\displaystyle p\in X.} Rozpatrzmy zbiór par {\displaystyle (V,f),} gdzie {\displaystyle V} jest otoczeniem punktu {\displaystyle p} i {\displaystyle f\colon V\to \mathbb {R} } jest funkcją ciągłą. Określmy relację {\displaystyle (V_{1},f_{1})\sim (V_{2},f_{2})\iff f_{1}|_{U}=f_{2}|_{U}} dla pewnego otoczenia {\displaystyle U} punktu {\displaystyle p.} Relacja ta jest relacją równoważności. Klasę abstrakcji zawierającą parę {\displaystyle (V,f)} oznaczmy {\displaystyle [V,f].} W zbiorze klas abstrakcji możemy wyróżnić {\displaystyle [X,0]} jako element zerowy i {\displaystyle [X,1]} jako jedynkę oraz odpowiednio zdefiniować działania dodawania i mnożenia. Pierścień ten nazywamy pierścieniem lokalnym kiełków rzeczywistych funkcji ciągłych w punkcie {\displaystyle p} przestrzeni topologicznej {\displaystyle X} i oznaczamy przez {\displaystyle {\mathcal {O}}_{X,p}.} Pierścień ten jest lokalny, gdyż jego jedynym ideałem maksymalnym jest ideał {\displaystyle {\mathfrak {m}}_{X,p}} złożony z wszystkich klas abstrakcji {\displaystyle [V,f],} że {\displaystyle f(p)=0.} Podobnie określa się pierścienie kiełków zespolonych funkcji ciągłych, różniczkowalnych (rzeczywistych bądź zespolonych) funkcji ustalonej klasy {\displaystyle C^{r}} w punkcie {\displaystyle p} rozmaitości różniczkowej {\displaystyle X,} a także pierścień kiełków funkcji regularnych w punkcie rozmaitości algebraicznej.
- Lokalizacja względem ideału pierwszego. Dla dowolnego pierścienia przemiennego {\displaystyle R} i jego ideału pierwszego {\displaystyle P} pierścień złożony z elementów postaci {\displaystyle {\frac {a}{b}},} gdzie {\displaystyle a\in R,b\in R\setminus P} jest pierścieniem lokalnym. Jego ideał maksymalny jest złożony z elementów {\displaystyle {\frac {a}{b}},} dla których {\displaystyle a\in P.}
- Dla nierozkładalnego podzbioru {\displaystyle W} zbioru algebraicznego {\displaystyle V} pierścień wszystkich funkcji wymiernych, które są określone na otwartych podzbiorach {\displaystyle W} jest pierścieniem lokalnym, którego ideałem maksymalnym jest zbiór funkcji wymiernych równych 0 na {\displaystyle W.} Dla zbiorów afinicznych jest to lokalizacja pierścienia wielomianów względem ideału radykalnego odpowiadającego podzbiorowi.

## Uogólnienie na pierścienie nieprzemienne
Pojęcie pierścienia lokalnego ma dwa (nierównoważne) uogólnienia w klasie pierścieni nieprzemiennych. I tak pierścień (być może nieprzemienny) {\displaystyle P} nazywany jest
- pierścieniem lokalnym, gdy pierścień ilorazowy {\displaystyle P/\mathrm {rad} \ P} jest pierścieniem z dzieleniem;
- pierścieniem semilokalnym, gdy {\displaystyle P/\mathrm {rad} \ P} jest pierścieniem artinowskim.

Ponadto, dla dowolnego pierścienia {\displaystyle P} następujące warunki są równoważne:
1. {\displaystyle P} jest pierścieniem lokalnym;
2. {\displaystyle P} ma dokładnie jeden ideał lewostronny;
3. {\displaystyle P} ma dokładnie jeden ideał prawostronny;
4. zbiór wszystkich elementów nieodwracalnych w {\displaystyle P} jest ideałem;
5. dla każdej liczby naturalnej {\displaystyle n} i {\displaystyle a_{1},\dots ,a_{n}\in P,} o ile tylko element {\displaystyle a_{1}+\dots +a_{n}} jest odwracalny, to istnieje takie {\displaystyle i\leqslant n,} że {\displaystyle a_{i}} jest odwracalny.

Pierścienie lokalne mają dokładnie jeden ideał maksymalny oraz nie mają elementów idempotentnych innych niż 0 i 1. Przykładem nieprzemiennego pierścienia lokalnego jest pierścień macierzy górnotrójkątnych ustalonego stopnia nad pierścieniem z dzieleniem, których wyrazy na głównej przekątnej są sobie równe.

## Literatura dodatkowa
- Andrzej Białynicki-Birula: Zarys algebry. Warszawa: PWN, 1997, s. 142–144.
- Stanisław Balcerzyk: Wstęp do algebry homologicznej. Warszawa: PWN, 1972, s. 284.
- Tsit Yuen Lam: A first course in noncommutative rings. Wyd. Second edition. New York: Springer-Verlag, 2001, s. 284, seria: Graduate Texts in Mathematics, 131. ISBN 0-387-95183-0.